# Neocube

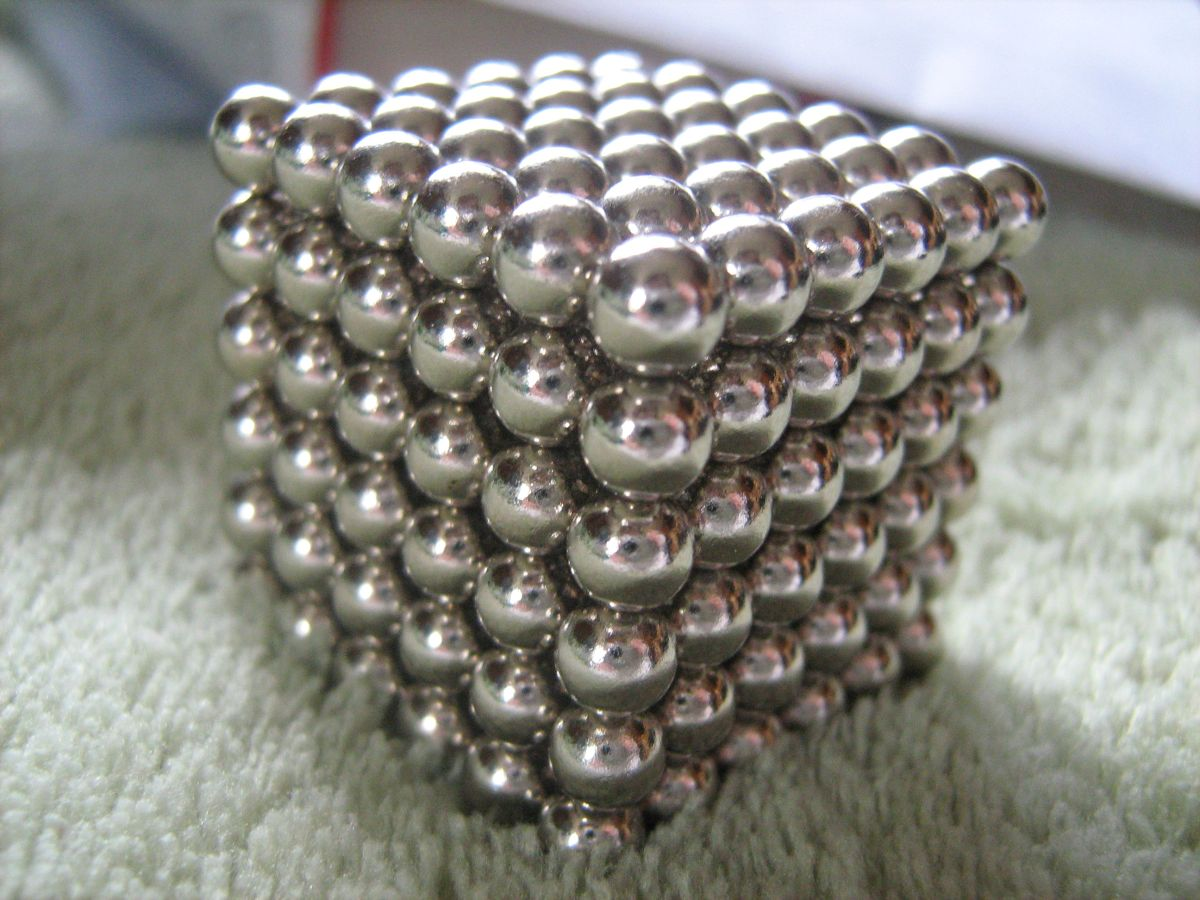
Ein Neocube-Magnetset, bestehend aus 216 Neodym-Eisen-Bor-Magnetkugeln mit je ca. 5 mm Durchmesser

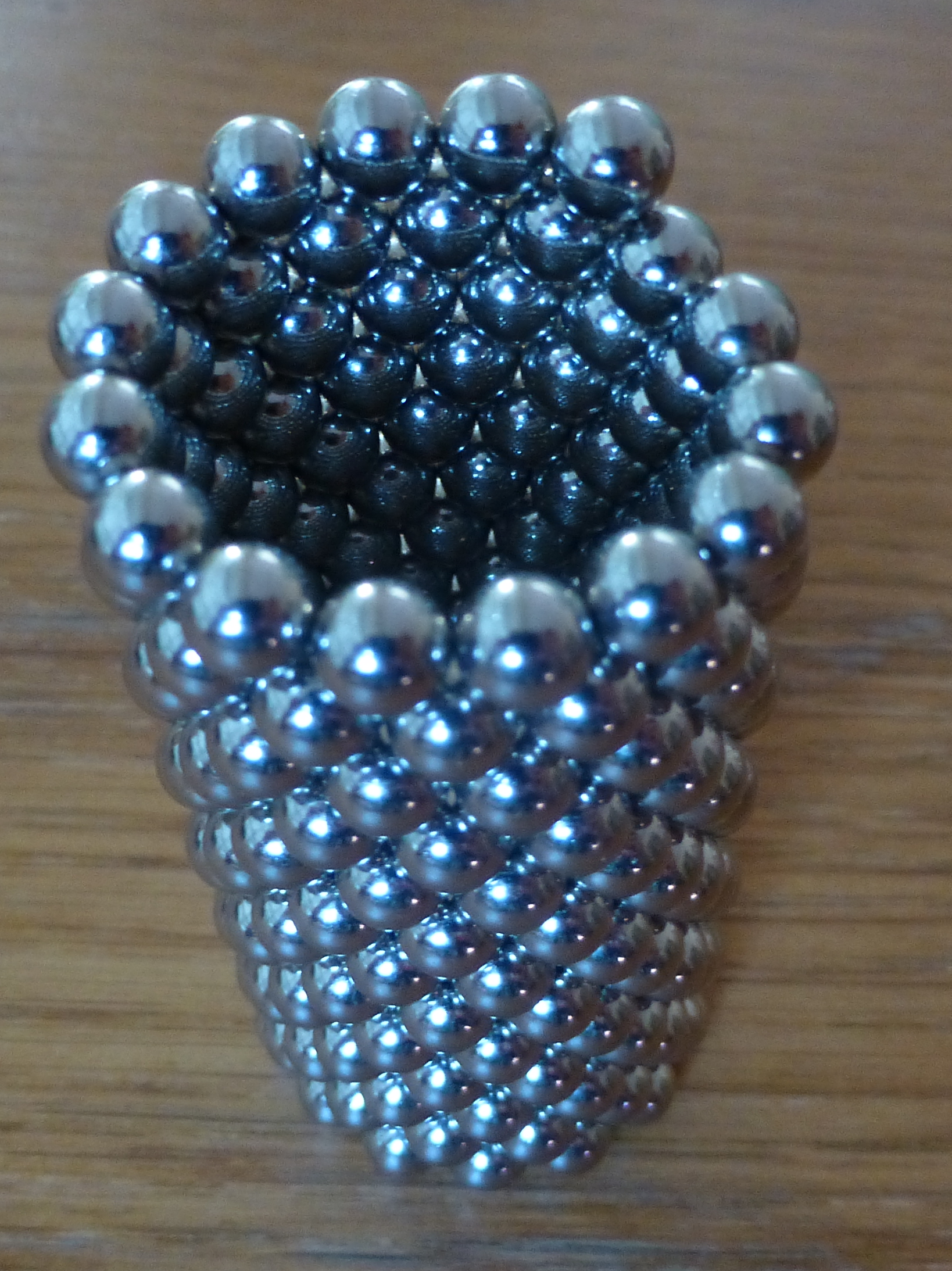
Magnetkugeln, die in der Form eines Zylinders angeordnet sind

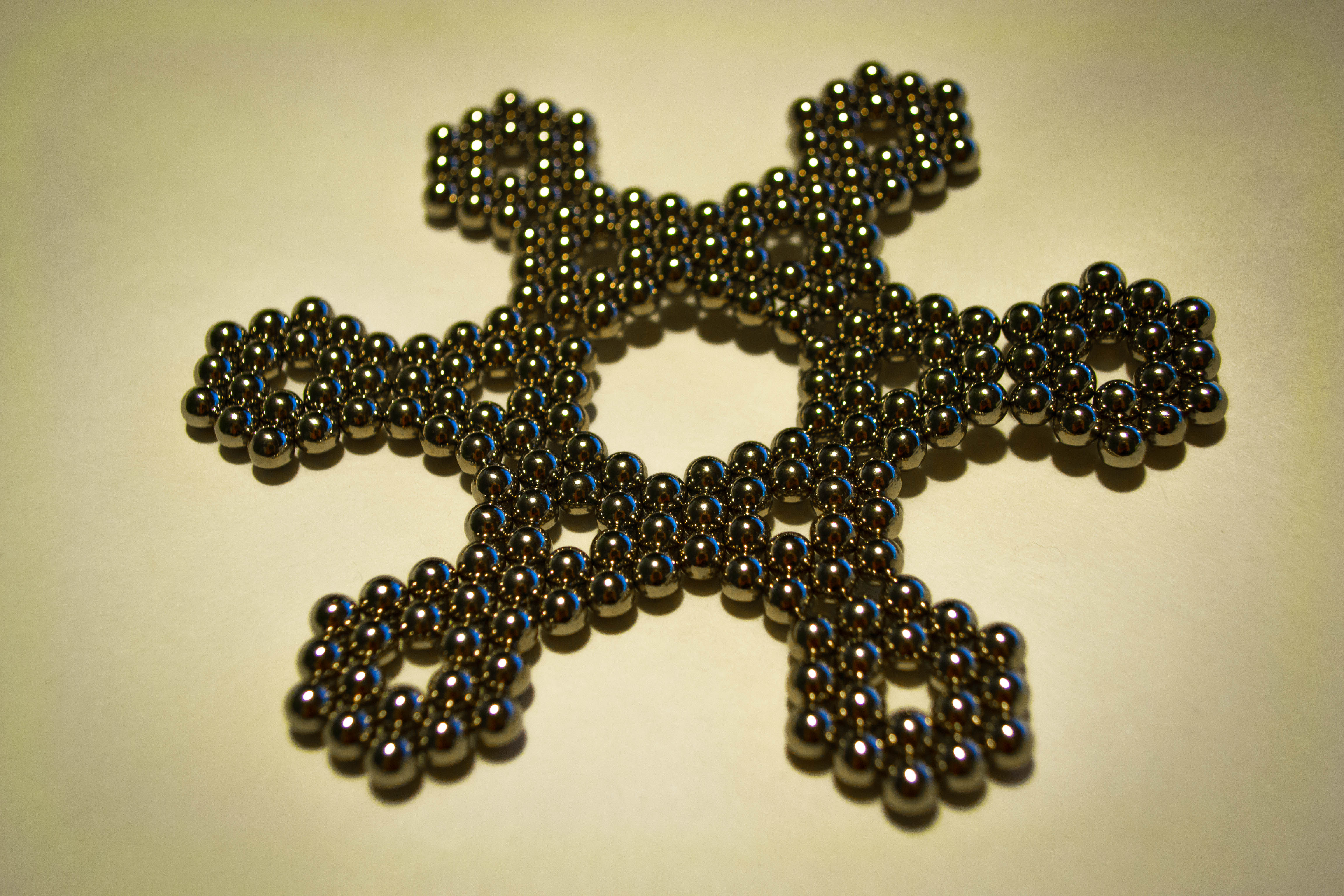
Ein aus Magnetkugeln gebildetes Muster

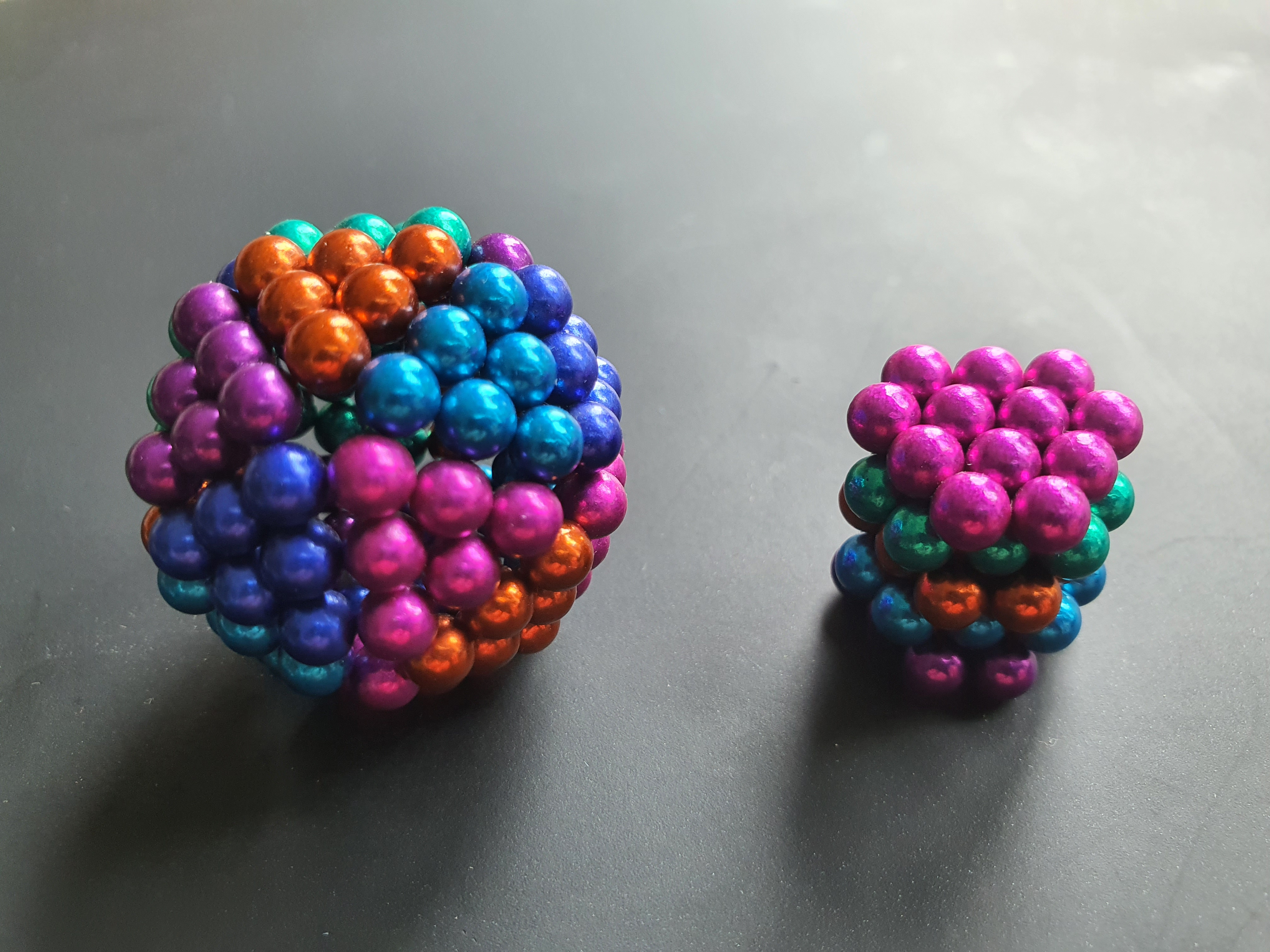
Zwei Objekte aus Magnetkugeln. Das rechte Objekt hat die dichteste Kugelpackung.

Neocube ist ein Schreibtischspielzeug, das aus mehreren kugelförmigen Neodym-Eisen-Bor-Magneten besteht. Es dient unter anderem als Kreativ-Spiel, Anti-Stress-Spielzeug oder Dekorationsobjekt. Die einzelnen Magnetkugeln sind individuell beweglich und können auf unterschiedliche Arten angeordnet werden, um diverse Strukturen zu kreieren. Aufgrund potentieller Gefahren für Kinder wurde vermehrt versucht, Neocube und andere Magnetspielzeuge zu verbieten.

## Handel
Das Schreibtischspielzeug ist seit 2009 im Handel erhältlich. Neben Neocube existieren ähnliche Produkte unter verschiedenen Markennamen – darunter zum Beispiel BuckyBalls, Zen Magnets, NeoClicks oder Nanodots. Solche Magnetsets sind in verschiedenen Größen und Farben erhältlich. Die meisten bestehen aus 125 oder 216 Kugeln mit einem Durchmesser von ca. 5 mm, die standardmäßig in der Form eines 5 × 5 × 5 bzw. 6 × 6 × 6 Würfels angeordnet sind.

## Bipolare Selbstassemblierung
Bei den einzelnen Magnetkugeln handelt es sich um bipolare Dauermagneten. Das heißt, jede Kugel hat einen magnetischen Nord- und Südpol. Dadurch ist es möglich, unterschiedlichste Formen und Strukturen zu bilden, die aufgrund der magnetischen Wechselwirkungen stabil bleiben und mechanischen Deformationen durch äußerliche Einwirkungen standhalten.

## Sicherheitshinweise
Neocube ist als Schreibtischspielzeug für Erwachsene gedacht und soll laut Herstellern von Kindern unter 14 Jahren ferngehalten werden. Beim Verschlucken mehrerer Neodym-Eisen-Bor-Magnetkugeln besteht die Gefahr von schweren Verletzungen im inneren Bauch- und Darmbereich, die einen operativen Eingriff erfordern. Wenn sich zwei Magnetkugeln anziehen und dabei ein Teil der Darmwand eingequetscht wird, kann es durch mangelnde Blutversorgung zum Absterben von Gewebe oder zu einer Darmperforation mit tödlichen Auswirkungen kommen. Falls Magnetkugeln verschluckt werden sollten, wird eine sofortige medizinische Behandlung empfohlen.